# Asplenium paradoxum
Asplenium paradoxum är en svartbräkenväxtart som beskrevs av Bl. Asplenium paradoxum ingår i släktet Asplenium och familjen Aspleniaceae. Inga underarter finns listade.